# Tetrapedia alfkeni
Tetrapedia alfkeni är en biart som beskrevs av Cockerell 1914. Tetrapedia alfkeni ingår i släktet Tetrapedia och familjen långtungebin. Inga underarter finns listade i Catalogue of Life.